# Gary Lux
Gary Lux (nombre real: Gerhard Lux) (Kingston, Ontario; 26 de enero de 1959) es un cantante canadiense, famoso por haber representado a Austria en el Festival de la Canción de Eurovisión en seis ocasiones. Nació en Ontario, Canadá pero comenzó a vivir a Austria con sus padres mientras era niño. Está casado con Marianne y tiene dos hijos, Benny y Dennis. Ha lanzado álbumes de solista llamados Dreidimensional y City of Angels inspirados en el tiempo que pasó en Los Ángeles.
Lux se presentó para Austria en las siguientes ocasiones:
- 1983 como miembro de Westend, interpretando "Hurricane".
- 1984 siendo el coro de Anita, interpretando "Einfach weg".
- 1985 como solista, interpretando "Kinder dieser Welt".
- 1987 como solista, interpretando "Nur noch Gefühl".
- 1993 siendo el coro de Tony Wages, interpretando "Maria Magdalena".
- 1995 siendo el coro de Stella Jones, interpretando "Die Welt dreht sich verkehrt".